# U 4705
U 4705 war ein  sogenanntes „Küsten-U-Boot“ der deutschen Kriegsmarine im Zweiten Weltkrieg das über einen modernen Walter-Antrieb verfügte. Das Boot wurde kurz vor Kriegsende von der eigenen Besatzung versenkt.

## Bau
Die Kieler Germaniawerft war bereits vor Kriegsbeginn entgegen der Vereinbarungen des Versailler Vertrages und entsprechend unter Geheimhaltung in das U-Bootbauprogramm der Reichsmarine und später der Kriegsmarine eingebunden. Ab Kriegsbeginn wurden auf der Kieler Werft der Friedrich Krupp AG hauptsächlich Boote des Typs VII gefertigt, zudem war die Germaniawerft mit Sonderanfertigungen beauftragt. So wurden hier auch die ersten Neuentwicklungen gefertigt, die auf dem Walter-Antrieb basierten, der von Hellmuth Walter auf der Germaniawerft entwickelt wurde. Im Jahr 1945 stellte die Werft insgesamt 11 „Walter-Boote“ vom Typ XXIII fertig.
Ein solches U-Boot war 34,7 m lang, 3 m breit und hatte eine Besatzung von 14 bis 18 Mann. Aufgrund der geringen Größe führten die Boote des Typs XXIII lediglich zwei Torpedos mit sich, zudem verfügten sie über keine Artilleriebewaffnung. Solche U-Boote waren für den zeitlich begrenzten Einsatz in unmittelbarer Küstennähe gedacht und wurden daher auch als „Küsten-U-Boote“ bezeichnet.

## Geschichte
U 4705 wurde am 2. Februar 1945 unter dem Kommando von Oberleutnant zur See der Reserve Martin Landt-Hayen in Dienst gestellt. Der 24-jährige Kommandant hatte seine U-Bootausbildung im Sommer 1943 absolviert und danach U 9 und U 20 auf Patrouillen im Schwarzen Meer kommandiert.
Am 2. Februar 1945 wurde U 4705 der in Kiel stationierten 5. U-Flottille als Ausbildungsboot zugeteilt. Bei dieser Flottille verblieb das Boot bis zu seiner Versenkung.

### Versenkung
Gemäß seiner Interpretation des sogenannten Regenbogen-Befehls ordnete Kommandant Landt-Hayen Anfang Mai die Selbstversenkung des Bootes an. U 4705 sank am 3. Mai 1945 im Hafen von Kiel. Das Boot wurde später geborgen und abgewrackt.